# Иган, Дженнифер
Дже́ннифер И́ган (англ. Jennifer Egan; 7 сентября 1962) — американская писательница, лауреат Пулитцеровской премии.

## Биография
Дженнифер родилась 7 сентября 1962 года в Чикаго. Детство провела в Сан-Франциско. Окончив школу Лоуэлла Иган изучала английскую литературу в Пенсильванском университете. Публиковалась с короткими рассказами в The New Yorker, Harper’s, Zoetrope: All-Story, Ploughshares и The New York Times Magazine. Иган опубликовала один сборник рассказов и шесть романов, один из которых — Look at me — в 2001 году попал в финал Национальной книжной премии.
Дебютный роман Иган «Невидимый цирк» имел успех и лёг в основу одноимённого фильма. Вторая книга писательницы вошла в шорт-лист Национальной Американской книжной премии. Третий роман «Цитадель» стал бестселлером в США, кинокомпания CBS Films выкупила права на её экранизацию.
В 2011 году Дженнифер Иган получила Пулитцеровскую премию за роман «Время смеётся последним» (A Visit From the Goon Squad).

### Романы
- Невидимый цирк / The Invisible Circus (1995)
- Look at Me[англ.] (2001)
- Цитадель / The Keep[англ.] (2006)
- Время смеётся последним / A Visit from the Goon Squad[англ.] (2010)
- Манхэттен-Бич / Manhattan Beach[англ.] (2017)
- The Candy House[англ.] (2022)

### Рассказы
- Emerald City (сборник рассказов, 1993)
- Black Box[англ.] (2012)

## Награды
- Роман «Цитадель» вошёл в шорт-лист Национальной книжной премии США.
- Путлицеровская премия 2010 за роман «Время смеётся последним». Формулировка премии: «за изобретательное исследование темы взросления и старения в эпоху цифровых технологий и стремительно изменяющейся культуры»[3].
- National Book Critics Circle Award 2011 в жанре художественной литературы за «A Visit From the Goon Squad».
- В 2011 стала финалистом премии PEN/Faulkner Award в области художественной литературы.

## Личная жизнь
В 1980-х годах встречалась со Стивом Джобсом, о чем упоминает его биограф У. Айзексон
С 1994 года замужем за Дэвидом Херсковицем.